# Agathosma tabularis
Agathosma tabularis är en vinruteväxtart som beskrevs av Otto Wilhelm Sonder. Agathosma tabularis ingår i släktet Agathosma och familjen vinruteväxter. Inga underarter finns listade i Catalogue of Life.